# Coutençon
Coutençon is een gemeente in het Franse departement Seine-et-Marne (regio Île-de-France) en telt 255 inwoners (2005). De plaats maakt deel uit van het arrondissement Provins.

## Geografie
De oppervlakte van Coutençon bedraagt 6,2 km², de bevolkingsdichtheid is 41,1 inwoners per km².
De onderstaande kaart toont de ligging van Coutençon met de belangrijkste infrastructuur en aangrenzende gemeenten.

## Demografie
Onderstaande figuur toont het verloop van het inwonertal (bron: INSEE-tellingen).